# Lion Bar
Lion Bar er en chokoladebar fremstillet af Nestlé. Den består af fyldte vafler, karamel, puffet ris og er dækket af mælkechokolade.